# Guayaquila projecta
Guayaquila projecta är en insektsart som beskrevs av William D. Funkhouser. Guayaquila projecta ingår i släktet Guayaquila och familjen hornstritar. Inga underarter finns listade i Catalogue of Life.